# Ауреліо Вольтер
Ауреліо Вольтер Ернандес(нар. 25 січня 1967), відомий як Ауреліо Вольтер або просто Вольтер — кубинсько-американський співак, музикант, композитор, автор та аніматор. Відомий через свій готичний стиль в одязі та музиці, Вольтера вважають провідною фігурою в музичному жанрі темного кабаре. Він випустив 13 студійних альбомів, серед яких Riding a Black Unicorn Down the Side of an Erupting Volcano While Drinking from a Chalice Filled with the Laughter of Small Children (2011), BiTrektual (2012) і Raised by Bats (2014) . Він також створив декілька пісень для мультсеріалу Cartoon Network «Похмурі пригоди Біллі та Менді» (2001—2007).
У 1997 році Вольтер написав та проілюстрував шести-серійний комікс Sirius Entertainment Chi-Chian і створив однойменний анімаційний веб-серіал Flasр для веб-сайту Sci-Fi Channel . Він також автор графічного роману Oh My Goth! (2002), і написав декілька книг, наприклад: «Що таке гот?» (2004) і Paint It Black: A Guide to Gothic Homemaking (2005). Остання книга призвела до створення веб-серіалу на YouTube під назвою «Готичне домоволодіння», де Вольтер ділиться інформацією щодо готичне домоволодіння та декор.

## Походження псевдоніму
Коли Вольтера запитували про його справжня ім'я, він уникав запитання або натякав, що його справжнє ім'я насправді Вольтер.
Вольтер вирішив почати використовувати своє прізвище як псевдонім, тому що його тезка «бачив лицемірство людства та коментував його через сатиру. По суті, він міг навчати людей про навколишній світ, змушуючи їх сміятися».
Відповідно до Школи візуальних мистецтв, у якій він працює викладачем, справжнє ім'я Вольтера –Ауреліо Вольтер Ернанлес.
Наразі його псевдонімом є «Ауреліо Вольтер» через те що: «Мені набридло, щоє люди які випускають альбоми під псевдонімом Вольтер. У Німеччині є один інді-гурт і ще якийсь американець, що робить інструментальний хіп-хоп. Чому ці люди не шукають в Googel, перш ніж називати їхні гурти? У будь-якому випадку, просто легше відрізнити мене від них, використовуючи своє ім'я».

## Дитинство
Батько Ауреліо Вольтера помер, коли йому було чотири місяці. У віці десяти місяців Вольтер емігрував до Нью-Джерсі разом із матір'ю та сестрою. Однак йому не подобалося там проживати, він заявив, що став жертвою знущань через свою спадщину та дивні хобі та інтереси. У віці десяти років Вольтер був натхненний фільмами Рея Гарріхаузена («Ясон і аргонавти», "7-ма подорож Синдбада ") і почав знімати анімацію на камері Super 8 . Зібравши уривки інформації з фанзинів, він зрештою зміг навчитися створювати анімаційні моделі з поролону та анімувати їх. Його вітчим був образливим, вважаючи, що дивні захоплення та інтереси Вольтера вказують на те, що він був гомосексуалістом. Друг сім'ї сексуально домагався його з дитинства до підліткового віку. Його дівчина в той час покінчила життя самогубством, що змусило його задуматися про те саме. Перш ніж зробити теж саме, він пообіцяв собі прожити ще один день, роблячи і говорячи те, що хотів робити і говорити. Це дозволило йому протистояти людям, які знущалися над ним, і миттєво підвищило його самооцінку. У віці 17 років він втік з дому і переїхав до Нью-Йорка. Де він почав працював аніматором у Parker Brothers . Вольтер каже, що він любить Нью-Йорк і що єдине інше місце, де він із задоволенням жив би, це Токіо.

## Музичний стиль і кар'єра
Музика Вольтера має сильне коріння та зв'язки з європейським фолком, а також з іншими впливами, такими як готична сцена. Однак багатьом слухачам його музику важко класифікувати. Незважаючи на те, що музика нагадує європейську народну музику, багато людей стверджує, що це дарк-вейв ; можливо тому, що це ярлик, який часто дають багатьом іншим виконавцям із Projekt Records, і це слово часто використовується для позначення багатьох речей самим лейблом. Його музику також пов'язували з кабаре, причому журнал Lexicon використовує термін «готичне кабаре», можливо, маючи на увазі дарк-кабаре, термін, який часто використовують для опису деяких гуртів, на які Вольтер посилається як на свій вплив. Вольтера також пов'язували зі сценою стімпанку з сюжетами, пов'язаними з вікторіанською епохою у жанрі жахів, а також з деякими його візуальними та музичними стилями, і в останні роки він став фаворитом на великих стімпанк-конференціях, таких як Steampunk World's Fair . Деякі рецензенти також використовували нову хвилю для опису музики Вольтера. Вольтер описує свою власну музику як «Музику для паралельного всесвіту, де електрику так і не винайшли, а Моріссі — королева Англії». Він каже, що групи та виконавці, які вплинули на його музику, це Rasputina, Morrissey, Tom Waits, Cab Calloway та Danny Elfman .
Перший гурт, у якому грав Вольтер (ще в молодшій школі), називався «First Degree». У цьому віці він був шанувальником Duran Duran, але потім почав слухати готичну музику, таких гуртів як Bauhaus і The Cure. Лише згодом він почав брати участь у готичній сцені; спочатку він і подумати не міг, що взагалі існує готична сцена.
Вже дорослим Вольтер створив власну групу, до якої входила скрипка, віолончель, барабани, а також він сам в ролі вокаліст і акустичний гітарист. Через рік студія Projekt Records підписали з ними контракт, червня 1998 року вони випустили свій перший альбом під назвою The Devil's Bris. Через два роки група випустила свій другий альбом Almost Human.
Одним із популярних хітів Вольтера є «Brains!», пісня, написана для шоу Cartoon Network «Похмурі пригоди Біллі та Менді», яка транслювалася в епізоді «Little Rock of Horrors». Він також написав «Land of the dead» для Billy and Mendy's Big Boogey Adventure, яка грає у вступі.
Як пристрасний фанат «Зоряного шляху», Вольтер часто відвідує зустрічі наукової фантастики а також випустив мініальбом із чотирма треками під назвою «Banned on Vulcan». Це був набір комедійних записів, що висміювали персонажів серіалу.
Також Вольтер є головним вокалістом нью-йоркського квінтету нової хвилі, відомого як The Oddz.
Вольтер виконав мюзикл спеціально для Artix Entertainment у їхній MMO-грі AdventureQuest Worlds, змінивши деякі зі своїх пісень з альбому To the Bottom of the Sea відповідно до стандартів студії. У проекті взяли участь понад 32 000 гравців. Його випустили о 8:00 вечора п'ятниці, тринадцятого березня, 2009 року.
2 вересня 2011 року, Вольтер випустив свій восьмий по рахунку студійний альбом що має назву: Riding a Black Unicorn Down the Side of an Erupting Volcano While Pinging from the Chalice, Fulled with Laughter of Small Children . серед музикантів які брали участь — вокалістка гурту Rasputina Мелора Крігер на віолончелі, Брайан Вігліоне на барабанах, колишній басист Bauhaus, Девід Джей на басу та Франц Ніколей на акордеоні.
2 вересня 2012 року, Волтер випустив свій дев'ятий студійний альбом BiTrektual. Він містить пісні, що відомі фільми та серіали такі як: «Зоряний шлях», «Зоряні війни» та «Доктора Хто», а також виступив у гостях Джейсона С. Міллера, Тіма Расса, Гаррета Ванга та Роберта Пікардо.
У 2014 році, вийшов його десятий альбом Raised by Bats. На відміну від похмурих кабаре-інструментів більшої частини його альбому, Raised by Bats більше відноситься до дез-року і готичного року, і це враховує появу гостей Рея Торо з My Chemical Romance, Крейга Адамса з The Mission, Джулії Марселл та багатьох інших виконавців.
«The Black Labyrinth» 2022 року, ознаменував ще один музичний відхід, який більше натхненний Девідом Боуї. Він не лише став даниною пам'яті покійному співаку, а ще й став духовним продовженням «Лабіринту», сюжетна лінія якого міститься в двадцяти пісенях. Багато музикантів, що працювали з Боуї в різні епохи його існування, також брали участь у створенні альбомом.

### Учасники гурту
Незважаючи на те, що Вольтера часто згадують як соліста, у нього є група. Його група іноді виступає наживо, але ніколи не бере участь у його концертному альбомі Live!.
Поточний склад групи:
- Вокал/гітара: Ауреліо Вольтер
- Скрипка: Ханна Тім
- Скрипка: Максим Мостон
- Скрипка: Бен Лайвлі
- Віолончель: Мелора Крейгер
- Ударні: Брайан Вігліоне
- Бас: Девід Дж
- Horns: The Red Hook Ramblers
- Акордеон: Франц Ніколай
- Банджо: Сміт Каррі
- Туба: Джо Туба

## Телебачення
Вольтера найняли на свою першу роботу режисером в 1988 році на MTV, створивши ідентифікатор станції «MTV-Bosch» у стилі Ієроніма Босха . Кадровий тур пекельним Садом земних насолод отримав кілька нагород, серед яких Broadcast Design Award . Цей ідентифікатор станції було включено в капсулу 21-го ЗМІ століття, яке було вистрілено в космос. Він також створив ідентифікатори станцій для таких клієнтів, як Cartoon Network, Sci-Fi Channel і його блок Animation Station, USA Network і Nickelodeon .
Після випуску серії коміксів під назвою Chi-Chian через Sirius Entertainment Вольтер створив ідентифікатор станції для Sci-Fi Channel із однойменним персонажем. Це спонукало мережу доручити Вольтеру створити анімаційний серіал із персонажем для їх веб-сайту. Результатом став анімаційний серіал Flash, Chi-Chian, дебютував в листопаді 2000 року і завершився в травні 2001 року; всього було знято 14 епізодів.
Зараз він викладає stop motion animation в Школі візуальних мистецтв у Нью-Йорку, а також анімацію, режисуру та спів.
Вольтер написав дві свої пісні спеціально для телешоу «Похмурі пригоди Біллі та Менді» : «Мозки!» і «Земля мертвих».
У 2012 році знімався в серіалі Discovery Channel, Oddities, де він купив «шматочок мозку» для музичного кліпу.
На своєму YouTube-каналі The Lair of Voltaire Вольтер публікує відео серію Gothic Homemaking, путівник із готичного стилю.

## Фільмографія
Вольтер також знімався в кіно. Він з'явився як персонаж «Верріл» у одному з фільмів, був «Модельний голод» (2016). Окрім того, він зіграв епізодичну роль екзорциста Альтаїра у The VelociPastor у 2017 році.
Вольтер з'явиться у візуальному супровідному контенті для American Murder Song як неодружений Генрі. Перше відео з його персонажем оприлюднили на Всесвітній виставці Steampunk у 2016 році, а згодом на YouTube.

## Мистецька та письменницька кар'єра
Окрім Chi-Chian, Вольтер також створив серію коміксів відому як Oh My Goth! ,або ж OMG! , який почався як його власний восьми сторінковий релігійний трактат, натхненний Джеком Чіком . Історії включають в себе те, як його переслідували поплічники Сатани, що хотіли перешкодити йому зіграти наступне шоу. Ці короткі фрагменти доволі часто давали інформацію щодо його наступного шоу. Після того, як опублікували два номери серії Chi-Chian, він переконав Sirius Entertainment видати Oh My Goth! , що включав чотири випуски, які пізніше були зібрані в торгову м'яку палітурку . Вольтер також створив продовження серіалу OMG що називався Oh My Goth! Люди відстій!.
Вольтер випустив серію DEADY, а також випускав книги: What Is Goth? (2004), Paint It Black: A Guide to Gothic Homemaking (2005) і ще «Call of the Jersey Devil», yовелізація однойменного сценарію.
На початку 2004 року, Вольтер уклав угоду з Toy2R для коміксу DEADY . Першою створеною іграшкою був 2-дюймовий переносний брилок DEADY для компанії «Qee Bear». Він був випущений на San Diego Comic Con і розпроданий. Друга фігурка, 8-дюймова фігурка DEADY, створили в січні 2005 року, і її також можна було обміняти на aqworlds на рідкісну виключно цифрову тваринку. У червні 2007 року, Deady Minigame було випущено на ebilgames.com, на сайті де розміщено різноманітні міні-ігри, створені Artix Entertainment . У масовій багатокористувацькій онлайн-грі AQWorlds, також відбулась подія «П'ятниця 13-го», на якій звучали пісні Вольтера. Для цієї нагоди Вольтер озвучив свою персону в грі. У 2008 році Волтер зняв короткометражний анімаційний фільм X-Mess Detritus . Фільм став третім фільмом за його режисурою; інші його фільми: Transrexia (1993), Rakthavira (1994) і Transrexia II (2008).
У середині 2013 року, Вольтер випускає роман «Поклик джерсійського диявола» . Наразі він пише «Легенду про цукеркові пазурі» про кажана, що краде цукерки у неслухняних дітей на Хеллоуїн і дарує їх добрим дітям на Різдво.

## Особисте життя
Вольтер одружився зі своєю давньою дівчиною Джеймі,1 жовтня 2009 року в Angel Orensanz Center у Нью-Йорку. У Вольтера є син Марс, який народився в 1998 році ,від попередніх стосунків.
25 вересня, 2013 року Вольтер оголосив у своєму офіційному блозі, що він та його дружина розлучаються. Сказавши: «1 жовтня цього року ми з дружиною мали б відсвяткувати 4-ту річницю нашого весілля. На жаль, цього не сталося. Після майже чотирьох років шлюбу та ще кількох зустрічей ми розлучаємося. Те що у нас нічого не вийшло, глибоко мене засмучує. Це було важко для нас, щоб прийти до цього рішення і такого я дійсно нікому не бажаю. Немає нічого гіршого аніж бачити свого найкращого друга в болі».

## Книги
- Вольтер (2002). О мій гот! Версія 2.0 . Sirius Entertainment. ISBN 1-57989-047-4
- Вольтер (2003). О мій гот! : представляє Girlz of Goth! . Sirius Entertainment.ISBN 1-57989-061-XISBN 1-57989-061-X
- Вольтер, Кріс Адамс, Девід Фуден (2003). Чі-Чіан: рольова гра . Aetherco/Ловець снів.ISBN 1-929312-03-2ISBN 1-929312-03-2
- Вольтер (2004). Умерти зловмисного Тедді . Sirius Entertainment.ISBN 1-57989-083-0ISBN 1-57989-083-0
- Вольтер (2004). Умерти Жахливого Тедді . Sirius Entertainment.ISBN 1-57989-077-6ISBN 1-57989-077-6
- Вольтер (2004). Що таке гот? – Музика, макіяж, ставлення, одяг, танець і загальні черепашки . Книги Weiser.ISBN 1-57863-322-2ISBN 1-57863-322-2
- Вольтер (2005). Умерти злого Тедді . Sirius Entertainment.ISBN 1-57989-081-4ISBN 1-57989-081-4
- Вольтер (2005). Пофарбуй це в чорний — посібник із готичного домашнього господарства . Книги Weiser.ISBN 1-57863-361-3ISBN 1-57863-361-3
- Вольтер (2007). Deady: Big in Japan . Sirius Entertainment.ISBN 1-57989-085-7ISBN 1-57989-085-7[26]
- Ауреліо Вольтер (2013). Поклик Джерсійського диявола . Спенс Сіті.ISBN 1-93939-200-4ISBN 1-93939-200-4
- Ауреліо Вольтер (2013 / 2014) Легенда про Цукеркові пазурі

- The Devil's Bris[en](1998)
- Almost Human[en] (2000)
- Boo Hoo[en] (2002)
- Then and Again[en](2004)
- Ooky Spooky[en](2007)
- To the Bottom of the Sea[en] (2008)
- Hate Lives in a Small Town[en] (2010)
- Riding a Black Unicorn Down the Side of an Erupting Volcano While Drinking from a Chalice Filled with the Laughter of Small Children[en] (2012)
- BiTrektual[en] (2012)
- Raised by Bats[en](2014)
- Heart-Shaped Wound ((2017)
- What Are the Oddz? (2019)
- The Black Labyrinth / A Requiem For the Goblin King(2022)
- The Last Halloween Party (2023)

### Збірники
Пісні Вольтера також з'являлися в цих збірниках, упорядкованих за роками.
- Моторошні пісні для моторошних дітей (2010)

1999 рік
- Unquiet Grave #3 (Cleopatra Records): Представлений ремікс пісні «The Man Upstairs».[26]

2000 рік
- Promo 11 (Project Records): Прозвучала пісня «Anastasia».[30]

2001 рік
- Promo 12 (Project Records): Прозвучала пісня «Anastasia».[31]

- Tori Amos Tribute: Songs of a Goddess (Cleopatra Records): Представлена пісня «Caught a Lite Sneeze».[32]

2002 рік
- Promo 17 (Projek Records): Представлений «The Vampire Club».[33]

- Projekt: Gothic (Projekt Records): Представлена пісня «When You're Evil».[34]

2003 рік
- Projekt: The New Face of Goth (Projekt Records): Прозвучали пісні «Brains![en]» і «На добраніч, вбивця демонів».[26]

- Promo 21 (Projek Records): Представлена пісня «The Vampire Club».[35]

2004 рік
- Кожна машина робить помилку: данина Radiohead (відмова передати записи): Прозвучала пісня «Lovesong».[36]

- Holiday Single 1 (Projek Records): Представлена пісня «Peace in the Holy Land» Вольтера, за участю Unto Ashes .[37]

- Promo 20 (Project Records): Представлена пісня «The Vampire Club»[38]

- Promo 23 (Projek Records): Представлена пісня «The Vampire Club»[39]

2005 рік
- A Dark Noel (Projekt Records): Представлена пісня «Peace in the Holy Land» Вольтера, за участю Unto Ashes .[40]

2006 рік
- Where's Neil When You Need Him?[en] (Dancing Ferret Discs[en]): Представлена пісня «Come Sweet Death» групи The Oddz із Вольтером.[41]

- The Projekt Almost Free CD (Project Records): Представлена пісня «Cannibal Buffet (Promo Mix)»[42]

- Strange as Angels: A Tribute to The Cure (Failure to Communicate Records): Представлена пісня «Zombie Prostitute».[43]

- Журнал Asleep By Dawn представляє: DJ Ferret's Underground Club Mix № 2 (Dance Ferret Discs): Представлена пісня «Wolf At The Door».

2007 рік
- Майже безкоштовний CD 2007.1 (Projek Records)

2008 рік
- To The Bottom of the Sea (Mars Needs Music): Перший повністю власноруч створений і виданий альбом Вольтера.

Пісні з альбому були виконані Вольтером через аватар в онлайн-грі AdventureQuest Worlds .
- .2 ЗАБРУДНЕННЯ: Данина пам'яті Девіду Боуї (ненадання записів): Представлена пісня «Day Of The Dead».